# Pora deszczowa

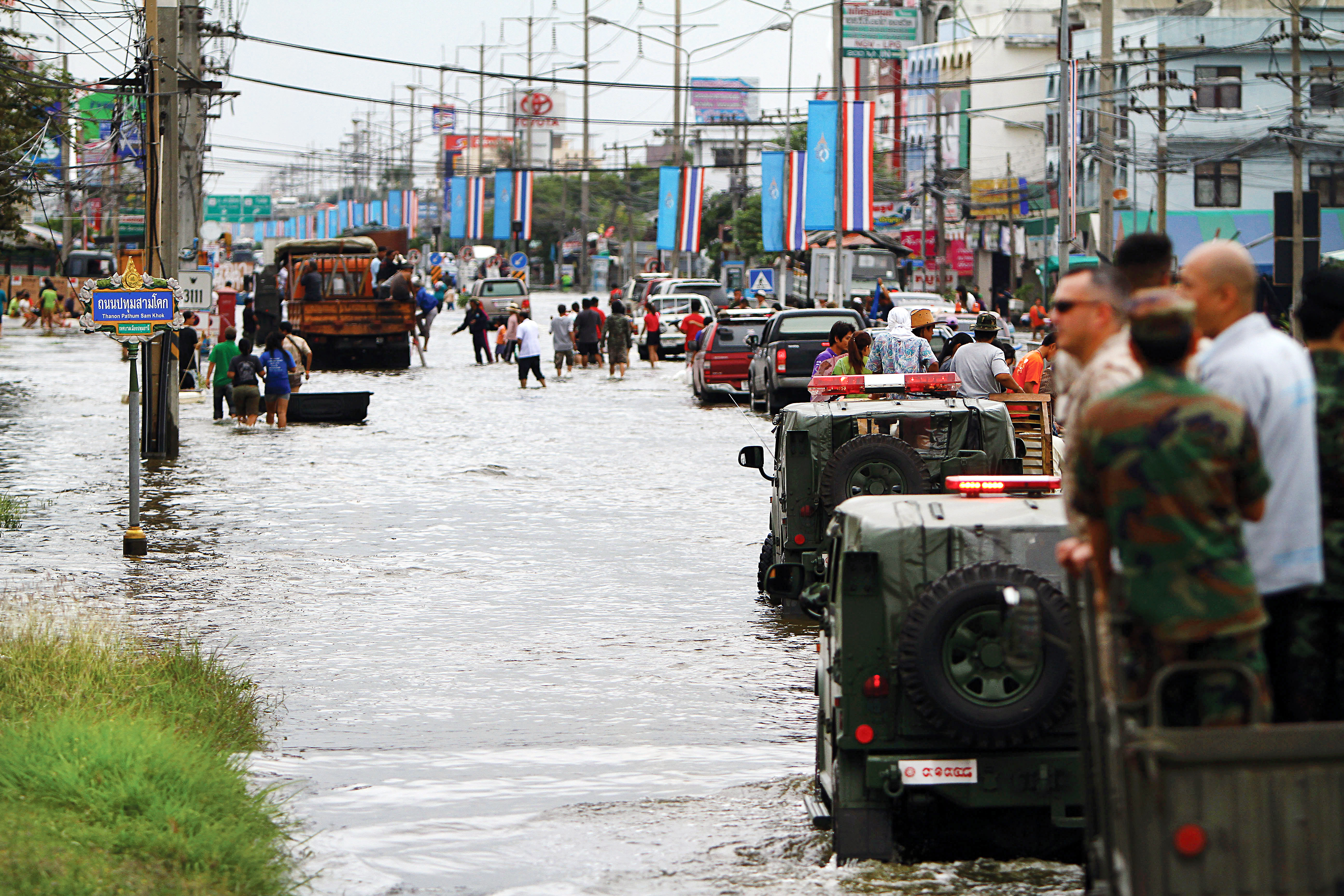
Pora deszczowa

Pora deszczowa – okres w ciągu roku charakteryzujący się intensywnymi opadami deszczu. Termin zielona pora jest czasem używany przez instytucje turystyczne jako eufemizm. Pora deszczowa występuje w strefach: podzwrotnikowej i międzyzwrotnikowej. W przeciwieństwie do obszarów, gdzie występują sawanny lub monsuny, śródziemnomorski klimat cechuje się wilgotnymi zimami i suchymi latami. Na obszarach, gdzie występują tropikalne lasy, nie rozróżnia się pór suchych i deszczowych, ponieważ występują tam równomierne opady przez cały rok.